# Willy Andreas
Willy Andreas (* 30. Oktober 1884 in Karlsruhe; † 10. Juli 1967 in Konstanz) war ein deutscher Historiker.

## Leben
Andreas war der Sohn des Kaufmanns Ludwig Andreas und der Elise geb. Schnepf. Andreas studierte unter anderem an den Universitäten Grenoble, München, Berlin und Heidelberg Geschichte und wurde 1907 in Heidelberg bei Erich Marcks promoviert. Die Dissertation wurde 1908 unter dem Titel Der Geist der Politik im Venedig des sechzehnten Jahrhunderts veröffentlicht. Für die badische Historische Kommission erforschte er von 1908 bis 1912 die Verwaltungsorganisation und Verfassung des Großherzogtums Baden 1802–1818. Ein Teil der 1913 erschienenen Arbeit war zugleich seine Habilitationsschrift (Marburg 1912). 1914 wurde er außerordentlicher Professor an der Technischen Hochschule Karlsruhe, lehrte jedoch nicht, weil er von 1914 bis 1918 Kriegsdienst im Ersten Weltkrieg leistete. Nach dem Krieg wurde er 1919 (berufen bereits 1916) ordentlicher Professor in Rostock und 1922 Nachfolger von Otto Hintze in Berlin. 1923 wechselte er auf den Lehrstuhl von Hermann Oncken nach Heidelberg. Nach dem Krieg übernahm er die Leitung des Carl-August-Werks zur Erforschung der thüringischen Landesgeschichte. Zwischen 1931 und 1933 war er Rektor der Universität Heidelberg. Er war Mitglied der SA und NSV, im Volksbund für das Deutschtum im Ausland und NSLB sowie förderndes Mitglied der SS. 1946 musste er auf Druck der amerikanischen Besatzungsmacht die Professur aufgeben und lehrte ab 1949 vertretungsweise in Tübingen, anschließend bis 1959 an der Universität Freiburg. In diesem Jahr wurde er Ehrendoktor der Universitäten Heidelberg und Freiburg.
Seit 1930 war Andreas ordentliches Mitglied der Historischen Kommission bei der Bayerischen Akademie der Wissenschaften und leitete deren Abteilungen Deutsche Reichstagsakten, Mittlere Reihe (1932–1967) und Politischer Briefwechsel des Großherzogs Carl August von Weimar (1952–1967). 1942 wurde er korrespondierendes Mitglied der Preußischen Akademie der Wissenschaften und 1943 korrespondierendes Mitglied der Bayerischen Akademie der Wissenschaften.
Andreas’ Hauptarbeitsgebiete waren die Geschichte der Renaissance, der Reformation und des 18. und 19. Jahrhunderts. Er war Herausgeber der Neuen Propyläen Weltgeschichte (erschienen 1940–1943).
Andreas war mit der Tochter seines Doktorvaters Erich Marcks, Gertrud „Gerta“ (1897–1986), verheiratet.

## Schriften (Auswahl)
- Der Geist der Politik im Venedig des sechzehnten Jahrhunderts, phil. Diss. Heidelberg 1908.
- Verwaltungsorganisation und Verfassung des Großherzogtums Baden 1802–1818. Bd. 1: Der Aufbau des Staates im Zusammenhang der allgemeinen Politik. Quelle & Meyer, Leipzig 1913.
- Eine unbekannte venezianische Relazion über die Türkei (1567) (= Sitzungsberichte der Heidelberger Akademie der Wissenschaften, Philosophisch-Historische Klasse, 1914, 5. Abhandlung). Carl Winters Universitätsverlag, Heidelberg 1914 (Digitalisat).
- Peter von Meyendorff. Ein russischer Staatsmann der Restaurationszeit. Heise, Berlin 1926.
- Geist und Staat. Historische Porträts. Oldenbourg, München/Berlin 1922, 3. Aufl. 1940, 5. Aufl. 1960.
- Wandlungen des großdeutschen Gedankens. Deutsche Verlagsanstalt, Stuttgart 1924.
- (Hrsg.): Bismarck. Die Gespräche. 3 Bde., Stollberg, Berlin 1924–1926.
- Kämpfe um Volk und Reich. Aufsätze und Reden zur deutschen Geschichte des 19. und 20. Jahrhunderts, Deutsche Verlagsanstalt, Stuttgart/Berlin 1934.
- (Hrsg.): Die Großen Deutschen. Neue deutsche Biographie. In 4 Bänden. Propyläen, Berlin 1935–1936.
- Richelieu. Koehler & Amelang, Leipzig 1941.
- Carl August von Weimar. Ein Leben mit Goethe 1757–1783. Kilpper, Stuttgart 1953.
- Deutschland vor der Reformation. Eine Zeitenwende. Deutsche Verlagsanstalt, Stuttgart 1932, 2. Aufl. 1934, 3. durchges. Aufl. 1942, 4. neu durchges. Aufl. 1943, 5. neu durchges. Aufl. 1948, 6. neu überarb. Aufl. 1959, Duncker und Humblot, 7. Aufl. Berlin 1972.
- Das Zeitalter Napoleons und die Erhebung der Völker. In: Die neue Propyläen-Weltgeschichte. Bd. 5: Die Alte und die Neue Welt im Zeichen von Revolution und Restauration, Propyläen-Verlag, Berlin 1943, S. 93–356, 2. Aufl. Quelle & Meyer, Heidelberg 1955.
- Napoleon. Entwicklung – Umwelt – Wirkung. Thorbecke, Konstanz 1962.